# MW (манґа)
MW (яп. ムウ, Muu, вимовляється як «Му») — серія манґи Осаму Тедзуки. Вона випускалася в японському журналі Big Comic видавництва Shogakukan у 1976-78 роках. Японський фільм на основі манги вийшов у липні 2009 року. Ця історія-трилер розповідає про вигаданого японського священника отця Гарай, його зв'язок із серійним вбивцею Мічіо Юкі та таємничу хімічну зброю MW, розроблену американськими окупаційними військами в Японії.
Ця серія манги примітна тим, що її можна розглядати як відповідь Тедзуки художникам ґекіґа («драматичних картин»), які з’явилися в 1960-70-х роках, і як спробу перевершити їхню творчість. Художники гекіґа цього періоду створювали грубі, орієнтовані на дорослих роботи, які різко контрастували з м'якшим стилем під впливом Діснея, з яким асоціювався Тедзука — стилем, який вважався таким, що не відповідає вимогам часу. Також варто відзначити відверті гомосексуальні стосунки в манзі.

## Сюжет
Банкір Мічіо Юкі веде подвійне життя. Окрім своєї основної роботи, він також займається серією викрадень, в яких зазвичай вбиває як викрадену людину, так і жертву вимагання після того, як отримає викуп. Після скоєного він шукає притулку у католицького священника отця Гарай. Ці двоє чоловіків мають спільну історію, адже 15 років тому вони були єдиними, хто вижив після витоку отруйного газу на військовій базі на маленькому тихоокеанському острові поблизу Окінави, відомому як Окіно Мафуне. Чоловіків також пов'язують гомосексуальні стосунки; після їхньої першої ночі разом підліток Гарай зґвалтував тоді ще неповнолітнього Мічіо. Однак Мічіо не залишився неушкодженим, оскільки вдихнув дозу отруйного газу MW, який довів його до злочинного божевілля. Інцидент був ретельно прихований, і острів знову заселили. Військову базу було розформовано, та MW було переведено на іншу базу.
Гарай, відчуваючи, що проступки Мічіо частково є його відповідальністю, і також згадуючи свою клятву священника, вирішує не передавати Мічіо поліції, а натомість допомогти йому втекти.
Після того, як він помучив свого боса, вбивши його доньку та пограбувавши банк, Мічіо працює над тим, щоб видати себе за його доньку. Одночасно організовуючи кошти для політичної партії боса, Мічіо отримує політичний вплив і доступ до Ейкаку Накати, політика, кампанією переобрання якого мав керувати його бос. Прийнявши цю роботу, Мічіо вбиває його боса в ніч переобрання Накати. Виявилося, що його бос був помічником у мерії острова Окіно Мафуне, який перебував на материку під час інциденту MW, а Наката, як виявилося, був членом зборів, який координував приховування.
Для наступного кроку Мічіо за допомогою лівої екстремістської групи та Гарая викрадає Тайдзо Юбашіто, генерального директора будівельної компанії, якому було доручено реконструювати острів Окіно Мафуне та перемістити боєголовку, що була розділена на дві частини. Одну половину боєприпасів було перевезено на іншу військову базу, а іншу половину — до іншого сховища на острові. Мічіо і Гарай привозять Юбашіто на острів Окіно Мафуне, і після того, як Мічіо жорстоко катує його, Юбашіто розповідає їм, що MW зберігається в братській могилі. Після прибуття до гробниці вони потрапляють у засідку, влаштовану військовим гелікоптером. Під час атаки Юбашіто гине. Гарай заходить до гробниці, але бачить, що контейнери порожні.
Під час повернення на материк Мічіо розповідає Гараю, що його наміром є не помста, а масове виробництво MW і знищення людства. Таке рішення він прийняв через довготривалі наслідки отруєння газом, що даються взнаки в організмі Мічіо. Гараю огидний цей план, і він вирішує зупинити Мічіо. Він зв'язується з газетним репортером, який пише статтю про інцидент на острові Окіно Мафуне. Стаття викликає обурення громадськості. У своєму розслідуванні репортер також з'ясував, що решту MW було перевезено на військову базу поблизу Токіо.
Мічіо, з іншого боку, під час медового місяця з донькою пана Накати викрадає з в'язниці відмичку для зламу сейфів. Після повернення, вбивши дружину і поглумившись над її тілом, він проникає з відмичкою на токійську військову базу завдяки допомозі нічого не підозрюючого генерал-лейтенанта Мінча та його дружини, з якими Мічіо має сексуальні стосунки. Вони катують Мінча, щоб той видав місцезнаходження боєприпасів, і прямують до сховища. Гарай, який також потрапив на базу, наступає їм на п'яти. Третя сторона, до якої входить прокурор на ім'я Мегуро, який розслідував справу, починаючи з серійних викрадень, також переслідує Мічіо. Нарешті, військові помічають, що генерал Мінч зник, і оголошують на базі бойову тривогу.
Увійшовши до сховища, Мічіо наповнює сумку газом MW. Після низки хитрощів і погроз випустити газ з мішка, він пробирається до приватного літака Мінча. Він сідає на борт літака разом з Гараєм, Мінчем і двома дітьми іншого військового офіцера. Під час чергової розмови з Гараєм Мічіо віддає сумку дітям, кажучи їм не відкривати її, якщо хтось, окрім нього, не спробує забрати її у них.
Однак група змушена зробити зупинку в аеропорту Токіо, щоб пересісти на інший літак. Прокурор Мегуро користується цим і саджає брата Мічіо, який має разючу схожість з Мічіо, на перший літак, а сам переслідує Мічіо та його групу. Мічіо змушує Мінча знову злетіти. Брат Мічіо зміг підмінити сумку, яку охороняють діти, на ідентичну сумку, наповнену повітрям. Мічіо виявляє це, і між ними спалахує кулачна бійка. Гарай хапає мішок з MW, вистрибує з літака в океан і тоне. Мінч стріляє в Мічіо.
Літак повертається до Токіо, де справа обговорюється в японському парламенті. Пан Наката, однак, не бере участі в цьому обговоренні, оскільки у нього сталося розм'якшення мозку після того, як він дізнався про смерть своєї доньки, а також про понівечення і розчленування її тіла. Історія закінчується тим, що брат Мічіо посміхається до читача, що викликає питання, чи це брат Мічіо, чи насправді сам Мічіо.

## Теми
Манґу MW Тедзука створив у період масштабних протестів проти американської військової присутності в Японії, які були спричинені війною у В'єтнамі. Як поштовх до розвитку сюжету подається інцидент з отруйним газом, що натякає на реальний випадок, який стався 1969 року на американській військовій базі в Окінаві. Назва MW є скороченням від отруйного газу. Жаклін Берндт трактує це скорочення по-різному: як «Mad Weapon» («Божевільна зброя»), «Monster Way» («Шлях монстра»), яким пішов Мічіо Юкі, а також як «Man becomes Woman» («Чоловік стає жінкою»), оскільки перевдягання в особу протилежної статі часто є частиною його злочинних методів. Персонаж політика Ейкаку Накати натхненний образом Танаки Какуея, що був замішаний у корупційному скандалі. У сюжеті з’являються юні терористи, які нагадують Фракцію Червоної Армії Японії 1970-х років. Прокурор Меґуро є алюзією на Порфирія з роману «Злочин і кара», головний герой якого, Родіон Раскольніков, був культовою фігурою серед радикально налаштованих японських студентів. Поряд із головними персонажами, створеними спеціально для цієї історії, у другорядних ролях з’являються персонажі з «зоряної системи» Тедзуки — герої, які знову й знову з’являються в його творах у подібних амплуа. Також присутні типові для Тедзуки карикатурні перебільшення й вкраплений графічний гумор.

## Сприйняття
Видання англійською мовою було номіновано на премію Айснера 2008 року в категорії «Найкраще американське видання міжнародних матеріалів — Азія». 